# 1695 Walbeck
1695 Walbeck је астероид главног астероидног појаса са пречником од приближно 19,62 .
Афел астероида је на удаљености од 3,593 астрономских јединица (АЈ) од Сунца, а перихел на 1,967 АЈ.
Ексцентрицитет орбите износи 0,292, инклинација (нагиб) орбите у односу на раван еклиптике 16,705 степени, а орбитални период износи 1693,819 дана (4,637 године).
Апсолутна магнитуда астероида је 12,40 а геометријски албедо 0,050.
Астероид је откривен . 1934. године.